# Loi constitutionnelle du 3 juin 1958
Lire en ligne

Texte sur Wikisource
Texte de la loi au Journal officiel sur Légifrance

Constitution du 27 octobre 1946 Constitution du 4 octobre 1958
La loi constitutionnelle du 3 juin 1958, sous la Quatrième République, autorise le gouvernement Charles de Gaulle à rédiger un projet de révision constitutionnelle et à le soumettre directement au référendum. Cette loi constitutionnelle aboutit à l'adoption par référendum de la Constitution française du 4 octobre 1958, acte fondateur de la Cinquième République. 
La loi autorise une procédure spéciale dérogeant à l'article 90 de la Constitution du 27 octobre 1946, évitant ainsi au gouvernement la procédure classique de révision constitutionnelle, susceptible de durer plusieurs mois et d'être soumise à un Parlement relativement hostile à de Gaulle et à son projet. La loi permet en effet au gouvernement de rédiger lui-même le projet de révision constitutionnelle et de le soumettre directement au référendum, excluant de fait tout examen ou interférence des assemblées.
Adoptée par l'Assemblée nationale et par le Conseil de la République dans le contexte de la crise de mai 1958, la loi est promulguée le 3 juin 1958, et publiée au Journal officiel de la République française le 4 juin.

## Histoire

### Une procédure spéciale
Cette loi constitutionnelle se présente comme une loi adoptée selon la procédure de révision constitutionnelle prévue par l'article 90 de la Constitution du 27 octobre 1946, mais elle a précisément pour objet de créer une dérogation à cet article, s'agissant de l'adoption de la révision constitutionnelle suivante.

La procédure de révision, définie par l'article 90, comportait plusieurs étapes : 

« La révision doit être décidée par une résolution adoptée à la majorité absolue des membres composant l'Assemblée nationale.
La résolution précise l'objet de la révision.
Elle [la résolution] est soumise, dans le délai minimum de trois mois, à une deuxième lecture, à laquelle il doit être procédé dans les mêmes conditions qu'à la première, à moins que le Conseil de la République, saisi par l'Assemblée nationale, n'ait adopté à la majorité absolue la même résolution.
Après cette seconde lecture, l'Assemblée nationale élabore un projet de loi portant révision de la Constitution. Ce projet est soumis au Parlement et voté à la majorité et dans les mêmes formes prévues pour la loi ordinaire.
Il [le projet de révision] est soumis au référendum, sauf s'il a été adopté en seconde lecture par l'Assemblée nationale à la majorité des deux tiers ou s'il a été voté à la majorité des trois cinquièmes par chacune des deux assemblées. »

— Constitution du 27 octobre 1946, art. 90, alinéas 2 à 6
Ce processus pouvait ainsi être amené à durer un certain temps, incompatible avec l'urgence de la situation et la volonté de Charles de Gaulle. Surtout, il laissait aux chambres et non à l'exécutif le soin de rédiger la révision constitutionnelle et de l'adopter. Aux yeux de l'exécutif, l'adoption de la Constitution de la Vème République ne pouvait donc pas suivre cette procédure.
Afin de contourner le délai de trois mois évoqué à l'article 90, il est décidé de recourir à une résolution adoptée trois ans auparavant. Le 24 mai 1955, l'Assemblée nationale avait en effet adopté une résolution visant à réviser partiellement la Constitution (en ses articles 17, 49, 50, 51 et 90, ainsi que son titre VIII), par 404 voix contre 210, et le Conseil de la République avait adopté une résolution identique le 19 juillet 1955, par 245 voix contre 70. Le Conseil de la République avait également adopté (à 202 voix contre 107) une motion demandant à l'Assemblée nationale d'examiner, par priorité, la modification de l'article 90 de la Constitution, afin de simplifier la procédure de révision.
À la suite de ces résolutions, un premier projet de révision constitutionnelle portant sur les articles précités avait été adopté en mars 1958 par l'Assemblée nationale (308 voix pour, 206 voix contre) avant d'être transmis pour examen au Conseil de la République. La chute du gouvernement Félix Gaillard renversé le 15 avril 1958 par une motion de censure et la crise du 13 mai avaient toutefois empêché la procédure parlementaire d'arriver à son terme.
Le doute subsistant quant à la caducité des résolutions de 1955, qui avaient ainsi déjà été suivies d'un projet de loi, l'Assemblée nationale adopte le 27 mai 1958, par 202 voix contre 107, une résolution complétant celle de 1955 et étendant le champ des articles concernés par une révision, afin de le dissiper et permettre à l'exécutif, sinon juridiquement, au moins politiquement, d'amorcer l'examen du projet de loi amené à devenir la loi constitutionnelle du 3 juin 1958.
Comme pour le projet de révision de mars 1958, ce projet n'est pas élaboré par l'Assemblée nationale comme le prévoit l'article 90, mais par le gouvernement. Mais, par un avis du 6 février 1953, le Conseil d'État avait considéré que le gouvernement pouvait déposer un projet de loi portant révision de la Constitution (une révision constitutionnelle antérieure, celle du 7 décembre 1954, était d'ailleurs issue d'un projet de révision élaboré par le gouvernement).

### Adoption et promulgation
Le 2 juin 1958, après avoir déclaré l'urgence, l'Assemblée nationale adopte le projet de loi constitutionnelle, par 350 voix contre 161, soit 68 % de « pour ». Le lendemain, le Conseil de la République adopte le texte à l'identique, par 256 voix contre 30, soit 89 % de « pour ». Le résultat des votes dans les chambres dépassant le seuil de majorité des trois cinquièmes des suffrages exprimés, le texte n'a pas besoin d'être soumis au référendum. 
Le 3 juin, le président de la République française, René Coty, promulgue donc la loi constitutionnelle. Le gouvernement ayant parallèlement fait adopter un projet de loi afin de suspendre la session parlementaire et d'exercer les pleins pouvoirs pendant six mois, le Parlement est dès lors suspendu jusqu'à la première séance de la Vème République, le 9 décembre 1958.

## Contenu de la loi
Les principales contraintes posées sur le contenu de la nouvelle Constitution étaient les suivantes :
- seul le suffrage universel est la source du pouvoir. C'est du suffrage universel ou des instances élues par lui que dérivent les pouvoirs législatif et exécutif ;
- la séparation des pouvoirs : les pouvoirs législatif et exécutif possèdent des moyens de contrôle mutuels ;
- la responsabilité du gouvernement devant le Parlement (monisme) ;
- l'indépendance de l'autorité judiciaire, avec la référence aux « libertés essentielles telles qu'elles sont définies par le préambule de la Constitution de 1946 et par la Déclaration des droits de l'homme à laquelle il se réfère » ;
- la Constitution régit les rapports entre la République et les « peuples associés », c’est-à-dire les colonies françaises.

La loi constitutionnelle précisait d'autre part la procédure à suivre pour l'adoption de la révision constitutionnelle, notamment le recours au référendum. 
Elle prévoit ainsi le processus d'élaboration suivant : le gouvernement est chargé de la rédaction du texte avec les avis du Conseil d'État pour la partie technique de la rédaction et l'avis du Comité consultatif constitutionnel (créé pour l'occasion et formé de seize députés, dix sénateurs et treize personnalités nommées discrétionnairement par le gouvernement) qui donne un avis politique pour la rédaction.
Le texte devait ensuite être adopté en Conseil des ministres avant d'être finalement ratifié par les Français par la procédure du référendum.

## Contestations

### Contexte d'insurrection de l'armée
La loi est adoptée dans un contexte d'insurrection de l'armée tel que certains parlementaires dénoncent à la tribune le sentiment d'un vote sous la contrainte, comme par exemple Pierre Mendès-France, alors député de l'Eure, qui déclare « Je ne puis admettre de donner un vote contraint par l'insurrection et la menace d'un coup de force militaire. », ou François Mitterrand, alors député de la Nièvre, selon lequel « le général de Gaulle, président du conseil pressenti, fut appelé d'abord et avant tout par une armée indisciplinée. En droit, le général de Gaulle tiendra ce soir ses pouvoirs de la représentation nationale ; en fait, il les détient déjà du coup de force. ».

### Souvenir de la loi constitutionnelle de 1940
La loi inquiète d'autant plus que le souvenir de la loi constitutionnelle de 1940, qui prévoyait une révision constitutionnelle mais avait dans les faits donné les pleins pouvoirs à Philippe Pétain, reste encore vif. Si celle de 1958 limite le pouvoir constituant du gouvernement de Gaulle à l'établissement d'un régime démocratique, cette provision n'est pas une garantie : les textes constitutionnels de la IIIème République garantissaient la forme républicaine du gouvernement et cela n'avait pas été suffisant pour arrêter Philippe Pétain. De même, si la loi constitutionnelle de 1958 impose l'approbation du nouveau texte constitutionnel par le peuple, celle de 1940 prévoyait également à son second alinéa une ratification par la Nation, qui n'avait jamais eu lieu, la révision constitutionnelle étant perpétuellement ajournée. Contrairement à la loi constitutionnelle de 1940, la Constitution de 1958 sera bien soumise au référendum et approuvée à 85% des voix, mais dans un contexte qui ne peut être séparé de la crainte généralisée d'un effondrement du régime qui règne depuis mai 1958.

### Utilisation des résolutions de 1955
Il a également été reproché le fait de relever des résolutions parlementaires abandonnées depuis trois ans et à la suite desquelles un projet de révision constitutionnelle avait déjà été déposé et adopté par l'Assemblée nationale - et ce d'autant plus que ces résolutions visaient à une modification partielle et marginale de la Constitution, et non à un changement complet de régime.

### Renversement des rôles entre assemblée et gouvernement
La tradition constitutionnelle veut qu'une nouvelle constitution soit l'œuvre d'une assemblée, dotée de pouvoirs constituants. Or, comme l'explique le constitutionnaliste Didier Maus, « la situation de 1958 se présente de manière totalement différente : non seulement la loi du 3 juin 1958 donne mission au gouvernement de préparer la Constitution, mais la session du Parlement est suspendue dès l'adoption de cette loi et toutes les tentatives pour insérer, par exemple, les commissions parlementaires dans la procédure d'élaboration de la Constitution, échoueront. Il n'en résultera que le Comité consultatif constitutionnel, composé pour les deux tiers de députés et de sénateurs, mais qu'il n'est en aucun cas possible d'assimiler à une représentation parlementaire structurée […] ».

### Délégation d'un pouvoir non délégable
À travers la loi du 3 juin 1958, le Parlement délègue au pouvoir exécutif un pouvoir qui lui a été délégué par le peuple. Or, un principe de droit constitutionnel veut que le pouvoir délégué ne puisse pas déléguer à son tour ce pouvoir (delegata potestas non potest delegari). S'il existe néanmoins un débat sur la valeur de ce principe, et sur son existence dans la Constitution de la IVème République, il avait néanmoins été mobilisé par René Cassin, alors responsable du service juridique de la France Libre, pour arguer de l'inconstitutionnalité de la loi constitutionnelle de 1940 alors que le principe n'existait pas plus dans les textes constitutionnels de la IIIème République.